# Ringwall Hünstein
Der Ringwall Hünstein ist eine verschliffene Ringwallanlage am Hünstein (früher Hünkopf) bei Holzhausen, einem Ortsteil der Gemeinde Dautphetal im mittelhessischen Landkreis Marburg-Biedenkopf.

## Lage
Sie liegt in einer Zone erzführender Diabase am Ostrand des Rheinischen Schiefergebirges etwa einen Kilometer südöstlich von Holzhausen auf dem gleichnamigen 504 Meter hohen Hünstein, einem Berg im Gladenbacher Bergland.

## Geschichte

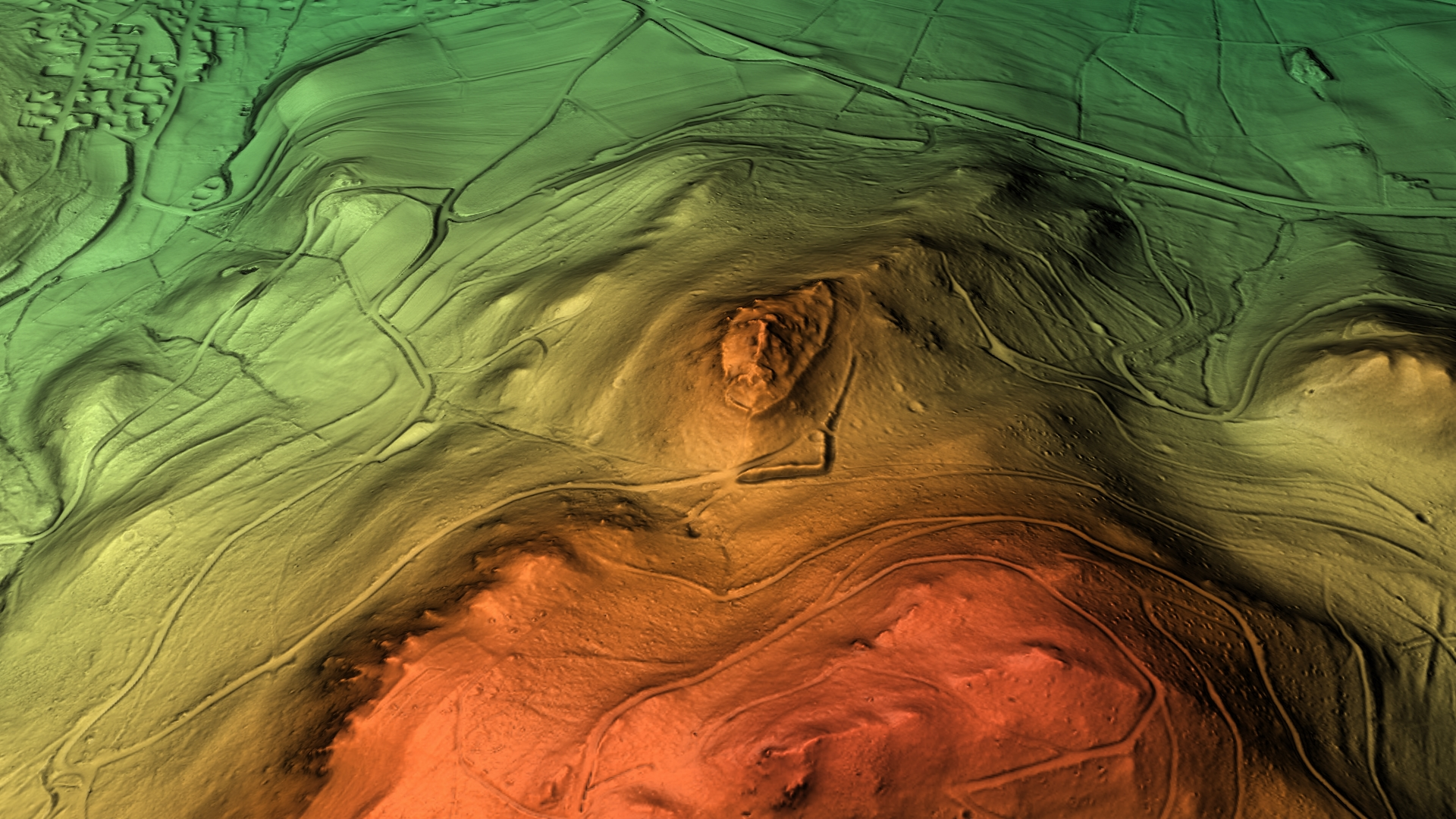
Digitales Reliefbild des Hünsteins

Die Ringwallanlage entstand vermutlich während der Hallstattzeit oder der Latènezeit.
Die ovale Anlage, ein Südwest-Nordost ausgerichteter, heute verstürzter Steinwall, die sich um den Bergrücken des Hünsteins schmiegt, war etwa 150 Meter lang. Nördlich und westlich war sie von natürlichen Diabasklippen begrenzt. Wolfgang Dehn vermutete in den Wallresten eine späthallstatt- bzw. frülatènezeitliche Mauer in Holz-Stein-Technik vom Typ Preist. Mit nur 0,76 ha Größe ist sie eine eher kleine Wallanlage; mit eingerechnetem Abschnittswall ergibt sich eine Fläche von etwa 1,46 ha.
Im Süden zieht die Anlage über eine leichte Senke, in der eine Quelle, die Hüntränke, entspringt. Der Sattel leitet dann zum Allberg über. Südwestlich sind die Wallenden überlappend. Hier wird ein alter Torzugang vermutet.
Dem Hauptring ist südlich ein weiterer, abgewinkelter Abschnittswall mit einem bis zwei Meter hohen Erdwall vorgelagert. Vor diesem Wall befand sich ein etwa zehn Meter breiter und rund zwei Meter tiefer Graben. Die Enden des Walles liefen ohne direkten Anschluss zum Hang nach Norden über eine Geländerippe östlich des Ringwalles aus, nach Westen  öffnet er sich zu einer vermutlich älteren Durchfahrt. Der Abschnittswall wird hinsichtlich seiner Erhaltung und Wallführung als mittelalterliche Ergänzung angesehen.
Von der Ringwallanlage sind noch geringe Mauerreste und sichtbare Wallgräben vorhanden. Zuordenbare Bodenfunde zur Entstehungszeit wurden bisher nicht gemacht. In den gleichen Zeithorizont wird auch die ca. 850 m südlich gelegene Ringwallanlage Daubhaus auf dem gleichnamigen Berg eingeordnet. Der nördlich des Aussichtsturmes eingetiefte Halsgraben und Felsbearbeitungen werden als mittelalterlich eingestuft und als einer der möglichen Standorte der Allerburg angesehen.
Damit ist die Anlage ein Beispiel vorgeschichtlicher Entstehung und nachmittelalterlicher Nutzung bzw. Erweiterung, wie es für einige der Ringwallanlagen Hessens prägend ist.